# Unicodeblock Alphabetische Präsentationsformen
Der Unicodeblock Alphabetische Präsentationsformen (Alphabetic Presentation Forms, U+FB00 bis U+FB4F) enthält Zeichen, die nicht zum eigentlichen Zeicheninventar von Sprachen gehören, sondern nur aus typographischen Gründen in gedruckten Texten benötigt werden, so etwa die Ligaturen in der lateinischen Druckschrift und Ähnliches in einigen anderen Alphabeten. Entsprechende Zeichen für das arabische Alphabet befinden sich in den Blöcken Arabische Präsentationsformen-A und Arabische Präsentationsformen-B, für von oben nach unten geschriebene chinesische Schrift gibt es z. B. einige besondere Präsentationsformen im Unicodeblock Vertikale Formen.

## Tabelle
| Unicodenummer  | Zeichen (400 %) | Kategorie                               | Bidirektionale Klasse              | Offizielle Bezeichnung                      | Beschreibung                                            |
| -------------- | --------------- | --------------------------------------- | ---------------------------------- | ------------------------------------------- | ------------------------------------------------------- |
| U+FB00 (64256) | ﬀ               | Kleinbuchstabe                          | links nach rechts                  | LATIN SMALL LIGATURE FF                     | lateinische Ligatur Klein-ff                            |
| U+FB01 (64257) | ﬁ               | Kleinbuchstabe                          | links nach rechts                  | LATIN SMALL LIGATURE FI                     | lateinische Ligatur Klein-fi                            |
| U+FB02 (64258) | ﬂ               | Kleinbuchstabe                          | links nach rechts                  | LATIN SMALL LIGATURE FL                     | lateinische Ligatur Klein-fl                            |
| U+FB03 (64259) | ﬃ               | Kleinbuchstabe                          | links nach rechts                  | LATIN SMALL LIGATURE FFI                    | lateinische Ligatur Klein-ffi                           |
| U+FB04 (64260) | ﬄ               | Kleinbuchstabe                          | links nach rechts                  | LATIN SMALL LIGATURE FFL                    | lateinische Ligatur Klein-ffl                           |
| U+FB05 (64261) | ﬅ               | Kleinbuchstabe                          | links nach rechts                  | LATIN SMALL LIGATURE LONG S T               | lateinische Ligatur Lang-s-t                            |
| U+FB06 (64262) | ﬆ               | Kleinbuchstabe                          | links nach rechts                  | LATIN SMALL LIGATURE ST                     | lateinische Ligatur Klein-st (mit rundem s)             |
| U+FB13 (64275) | ﬓ               | Kleinbuchstabe                          | links nach rechts                  | ARMENIAN SMALL LIGATURE MEN NOW             | armenische Ligatur Klein-Men-Now                        |
| U+FB14 (64276) | ﬔ               | Kleinbuchstabe                          | links nach rechts                  | ARMENIAN SMALL LIGATURE MEN ECH             | armenische Ligatur Klein-Men-Ech                        |
| U+FB15 (64277) | ﬕ               | Kleinbuchstabe                          | links nach rechts                  | ARMENIAN SMALL LIGATURE MEN INI             | armenische Ligatur Klein-Men-Ini                        |
| U+FB16 (64278) | ﬖ               | Kleinbuchstabe                          | links nach rechts                  | ARMENIAN SMALL LIGATURE VEW NOW             | armenische Ligatur Klein-Vew-Now                        |
| U+FB17 (64279) | ﬗ               | Kleinbuchstabe                          | links nach rechts                  | ARMENIAN SMALL LIGATURE MEN XEH             | armenische Ligatur Klein-Men-Xeh                        |
| U+FB1D (64285) | יִ               | anderer Buchstabe, Silbe oder Ideogramm | rechts nach links (nicht-arabisch) | HEBREW LETTER YOD WITH HIRIQ                | hebräischer Buchstabe Yod mit Hiriq                     |
| U+FB1E (64286) | ﬞ                | Markierung ohne Extrabreite             | Markierung ohne Extrabreite        | HEBREW POINT JUDEO-SPANISH VARIKA           | hebräischer Punkt judäospanische Varika                 |
| U+FB1F (64287) | ײַ               | anderer Buchstabe, Silbe oder Ideogramm | rechts nach links (nicht-arabisch) | HEBREW LIGATURE YIDDISH YOD YOD PATAH       | hebräische Ligatur jiddisch Jod-Jod-Patach              |
| U+FB20 (64288) | ﬠ               | anderer Buchstabe, Silbe oder Ideogramm | rechts nach links (nicht-arabisch) | HEBREW LETTER ALTERNATIVE AYIN              | hebräischer Buchstabe alternatives Ajin                 |
| U+FB21 (64289) | ﬡ               | anderer Buchstabe, Silbe oder Ideogramm | rechts nach links (nicht-arabisch) | HEBREW LETTER WIDE ALEF                     | hebräischer Buchstabe breites Aleph                     |
| U+FB22 (64290) | ﬢ               | anderer Buchstabe, Silbe oder Ideogramm | rechts nach links (nicht-arabisch) | HEBREW LETTER WIDE DALET                    | hebräischer Buchstabe breites Daleth                    |
| U+FB23 (64291) | ﬣ               | anderer Buchstabe, Silbe oder Ideogramm | rechts nach links (nicht-arabisch) | HEBREW LETTER WIDE HE                       | hebräischer Buchstabe breites He                        |
| U+FB24 (64292) | ﬤ               | anderer Buchstabe, Silbe oder Ideogramm | rechts nach links (nicht-arabisch) | HEBREW LETTER WIDE KAF                      | hebräischer Buchstabe breites Kaph                      |
| U+FB25 (64293) | ﬥ               | anderer Buchstabe, Silbe oder Ideogramm | rechts nach links (nicht-arabisch) | HEBREW LETTER WIDE LAMED                    | hebräischer Buchstabe breites Lamed                     |
| U+FB26 (64294) | ﬦ               | anderer Buchstabe, Silbe oder Ideogramm | rechts nach links (nicht-arabisch) | HEBREW LETTER WIDE FINAL MEM                | hebräischer Buchstabe breites Mem                       |
| U+FB27 (64295) | ﬧ               | anderer Buchstabe, Silbe oder Ideogramm | rechts nach links (nicht-arabisch) | HEBREW LETTER WIDE RESH                     | hebräischer Buchstabe breites Resch                     |
| U+FB28 (64296) | ﬨ               | anderer Buchstabe, Silbe oder Ideogramm | rechts nach links (nicht-arabisch) | HEBREW LETTER WIDE TAV                      | hebräischer Buchstabe breites Taw                       |
| U+FB29 (64297) | ﬩               | mathematisches Symbol                   | europäisches Trennzeichen          | HEBREW LETTER ALTERNATIVE PLUS SIGN         | hebräisches alternatives Pluszeichen                    |
| U+FB2A (64298) | שׁ               | anderer Buchstabe, Silbe oder Ideogramm | rechts nach links (nicht-arabisch) | HEBREW LETTER SHIN WITH SHIN DOT            | hebräischer Buchstabe Schin mit Schin-Punkt             |
| U+FB2B (64299) | שׂ               | anderer Buchstabe, Silbe oder Ideogramm | rechts nach links (nicht-arabisch) | HEBREW LETTER SHIN WITH SIN DOT             | hebräischer Buchstabe Schin mit Sin-Dot                 |
| U+FB2C (64300) | שּׁ               | anderer Buchstabe, Silbe oder Ideogramm | rechts nach links (nicht-arabisch) | HEBREW LETTER SHIN WITH DAGESH AND SHIN DOT | hebräischer Buchstabe Schin mit Dagesch und Schin-Punkt |
| U+FB2D (64301) | שּׂ               | anderer Buchstabe, Silbe oder Ideogramm | rechts nach links (nicht-arabisch) | HEBREW LETTER SHIN WITH DAGESH AND SIN DOT  | hebräischer Buchstabe Schin mit Dagesch und Sin-Punkt   |
| U+FB2E (64302) | אַ               | anderer Buchstabe, Silbe oder Ideogramm | rechts nach links (nicht-arabisch) | HEBREW LETTER ALEF WITH PATAH               | hebräischer Buchstabe Aleph mit Patach                  |
| U+FB2F (64303) | אָ               | anderer Buchstabe, Silbe oder Ideogramm | rechts nach links (nicht-arabisch) | HEBREW LETTER ALEF WITH QAMATS              | hebräischer Buchstabe Aleph mit Kametz                  |
| U+FB30 (64304) | אּ               | anderer Buchstabe, Silbe oder Ideogramm | rechts nach links (nicht-arabisch) | HEBREW LETTER ALEF WITH MAPIQ               | hebräischer Buchstabe mit Mapik                         |
| U+FB31 (64305) | בּ               | anderer Buchstabe, Silbe oder Ideogramm | rechts nach links (nicht-arabisch) | HEBREW LETTER BET WITH DAGESH               | hebräischer Buchstabe Beth mit Dagesch                  |
| U+FB32 (64306) | גּ               | anderer Buchstabe, Silbe oder Ideogramm | rechts nach links (nicht-arabisch) | HEBREW LETTER GIMEL WITH DAGESH             | hebräischer Buchstabe Gimel mit Dagesch                 |
| U+FB33 (64307) | דּ               | anderer Buchstabe, Silbe oder Ideogramm | rechts nach links (nicht-arabisch) | HEBREW LETTER DALET WITH DAGESH             | hebräischer Buchstabe Daleth mit Dagesch                |
| U+FB34 (64308) | הּ               | anderer Buchstabe, Silbe oder Ideogramm | rechts nach links (nicht-arabisch) | HEBREW LETTER HE WITH MAPIQ                 | hebräischer Buchstabe He mit Mapik                      |
| U+FB35 (64309) | וּ               | anderer Buchstabe, Silbe oder Ideogramm | rechts nach links (nicht-arabisch) | HEBREW LETTER VAV WITH DAGESH               | hebräischer Buchstabe Waw mit Dagesch                   |
| U+FB36 (64310) | זּ               | anderer Buchstabe, Silbe oder Ideogramm | rechts nach links (nicht-arabisch) | HEBREW LETTER ZAYIN WITH DAGESH             | hebräischer Buchstabe Sajin mit Dagesch                 |
| U+FB38 (64312) | טּ               | anderer Buchstabe, Silbe oder Ideogramm | rechts nach links (nicht-arabisch) | HEBREW LETTER TET WITH DAGESH               | hebräischer Buchstabe Tet mit Dagesch                   |
| U+FB39 (64313) | יּ               | anderer Buchstabe, Silbe oder Ideogramm | rechts nach links (nicht-arabisch) | HEBREW LETTER YOD WITH DAGESH               | hebräischer Buchstabe Jod mit Dagesch                   |
| U+FB3A (64314) | ךּ               | anderer Buchstabe, Silbe oder Ideogramm | rechts nach links (nicht-arabisch) | HEBREW LETTER FINAL KAF WITH DAGESH         | hebräischer Buchstabe Kaph mit Dagesch                  |
| U+FB3B (64315) | כּ               | anderer Buchstabe, Silbe oder Ideogramm | rechts nach links (nicht-arabisch) | HEBREW LETTER KAF WITH DAGESH               | hebräischer Buchstabe Kaph mit Dagesch                  |
| U+FB3C (64316) | לּ               | anderer Buchstabe, Silbe oder Ideogramm | rechts nach links (nicht-arabisch) | HEBREW LETTER LAMED WITH DAGESH             | hebräischer Buchstabe Lamed mit Dagesch                 |
| U+FB3E (64318) | מּ               | anderer Buchstabe, Silbe oder Ideogramm | rechts nach links (nicht-arabisch) | HEBREW LETTER MEM WITH DAGESH               | hebräischer Buchstabe Men mit Dagesch                   |
| U+FB40 (64320) | נּ               | anderer Buchstabe, Silbe oder Ideogramm | rechts nach links (nicht-arabisch) | HEBREW LETTER NUN WITH DAGESH               | hebräischer Buchstabe Nun mit Dagesch                   |
| U+FB41 (64321) | סּ               | anderer Buchstabe, Silbe oder Ideogramm | rechts nach links (nicht-arabisch) | HEBREW LETTER SAMEKH WITH DAGESH            | hebräischer Buchstabe Samech mit Dagesch                |
| U+FB43 (64323) | ףּ               | anderer Buchstabe, Silbe oder Ideogramm | rechts nach links (nicht-arabisch) | HEBREW LETTER FINAL PE WITH DAGESH          | hebräischer Buchstabe Schluss-Pe mit Dagesch            |
| U+FB44 (64324) | פּ               | anderer Buchstabe, Silbe oder Ideogramm | rechts nach links (nicht-arabisch) | HEBREW LETTER PE WITH DAGESH                | hebräischer Buchstabe Pe mit Dagesch                    |
| U+FB46 (64326) | צּ               | anderer Buchstabe, Silbe oder Ideogramm | rechts nach links (nicht-arabisch) | HEBREW LETTER TSADI WITH DAGESH             | hebräischer Buchstabe Tzade mit Dagesch                 |
| U+FB47 (64327) | קּ               | anderer Buchstabe, Silbe oder Ideogramm | rechts nach links (nicht-arabisch) | HEBREW LETTER QOF WITH DAGESH               | hebräischer Buchstabe Koph mit Dagesch                  |
| U+FB48 (64328) | רּ               | anderer Buchstabe, Silbe oder Ideogramm | rechts nach links (nicht-arabisch) | HEBREW LETTER RESH WITH DAGESH              | hebräischer Buchstabe Resch mit Dagesch                 |
| U+FB49 (64329) | שּ               | anderer Buchstabe, Silbe oder Ideogramm | rechts nach links (nicht-arabisch) | HEBREW LETTER SHIN WITH DAGESH              | hebräischer Buchstabe Schin mit Dagesch                 |
| U+FB4A (64330) | תּ               | anderer Buchstabe, Silbe oder Ideogramm | rechts nach links (nicht-arabisch) | HEBREW LETTER TAV WITH DAGESH               | hebräischer Buchstabe Taw mit Dagesch                   |
| U+FB4B (64331) | וֹ               | anderer Buchstabe, Silbe oder Ideogramm | rechts nach links (nicht-arabisch) | HEBREW LETTER VAV WITH HOLAM                | hebräischer Buchstabe Waw mit Holam                     |
| U+FB4C (64332) | בֿ               | anderer Buchstabe, Silbe oder Ideogramm | rechts nach links (nicht-arabisch) | HEBREW LETTER BET WITH RAFE                 | hebräischer Buchstabe Beth mit Raphe                    |
| U+FB4D (64333) | כֿ               | anderer Buchstabe, Silbe oder Ideogramm | rechts nach links (nicht-arabisch) | HEBREW LETTER KAF WITH RAFE                 | hebräischer Buchstabe Kaph mit Raphe                    |
| U+FB4E (64334) | פֿ               | anderer Buchstabe, Silbe oder Ideogramm | rechts nach links (nicht-arabisch) | HEBREW LETTER PE WITH RAFE                  | hebräischer Buchstabe Pe mit Raphe                      |
| U+FB4F (64335) | ﭏ               | anderer Buchstabe, Silbe oder Ideogramm | rechts nach links (nicht-arabisch) | HEBREW LIGATURE ALEF LAMED                  | hebräische Ligatur Aleph-Lamed                          |